# 가장 보통의 연애
《가장 보통의 연애》는 2019년 10월 2일에 개봉한 대한민국의 로맨스 영화이다. 김래원과 공효진이 출연하고, 김한결 감독의 장편 데뷔작이다. 헤어진 여친을 잊지 못하는 남자와 뒤끝 있는 이별 중인 여자의 만남을 그린 로맨틱 코미디다.
2019년 1월 7일 촬영을 시작했다.

## 캐스팅
- 김래원 : 이재훈 역
- 공효진 : 오선영 역
- 강기영 : 최병철 역
- 정웅인 : 서관수 역
- 장소연 : 장미영 역
- 이채은 : 경은 역
- 정혜린 : 배윤주 역
- 손우현 : 도윤 역
- 박근록 : 강선윤 기사 역
- 주민경 : 주희 역
- 지일주 : 동화 역
- 오동민 : 현성 역
- 성병숙 : 선영모친 역
- 차중원 : 영상디자인팀 사원 1 역
- 신민재 : 영상디자인팀 사원 2 역
- 손영순 : 옥수수 할머니 역
- 손산 : 이자카야 아가씨 역
- 이승찬 : 이자카야 매니저 역
- 조재완 : 촬영기사 역
- 김연철 : 조명기사 역
- 김영 : 보조스탭 역
- 배현성 : 신입사원 역
- 조지현 : 이삿짐센터 직원 역
- 송예진 : 애견샵 직원 역
- 정현규 : 김치찌개집 직원 역
- 심소연 : 엘리베이터 아주머니 역
- 손성찬 : 선영오피스텔 경비원 역
- 조영복 : 현성 부 역
- 최정원 : 현성 모 역
- 마빈 : 헤드폰광고 남자모델 역
- 최지원 : 헤드폰광고 여자모델 역
- 강소연 : 오케이보이 엄마배우 역
- 유하성 : 오케이보이 아역배우 역
- 송규용 : 재훈 부 역
- 정미란 : 재훈 모 역
- 한예성 : 현진 역
- 임지형 : 호프집 청년 1 역
- 이건희 : 호프집 청년 2 역
- 김진옥 : 감자탕집 직원 역
- 박인영 : 한별 역
- 이윤재 : 동화 여친 역
- 강은수 : 정수 아내 역
- 홍민성 : 정수 아이 1 역
- 민지안 : 정수 아이 2 역
- 임유란 : 집주인 (목소리) 역
- 송필근 : 낚시방송 (목소리) 역
- 차엽 : 엄마차 주인 역 (우정출연)
- 윤경호 : 김정수 역 (특별출연)
- 손여은 : 천수정 역 (특별출연)

## 같이 보기
- 2019년 대한민국의 영화 목록